# Torre UniCredit
Torre UniCredit (dosłownie z włoskiego: wieża Unicredit lub wieżowiec Unicredit) – drapacz chmur znajdujący się w dzielnicy Porta Nuova w Mediolanie, w pobliżu stacji kolejowej Milano Porta Garibaldi, najwyższy budynek we Włoszech. Ma 35 pięter i mierzy (wraz z iglicą) 231 m. W skład kompleksu wchodzą trzy wysokościowce.

## Projekt, budowa i jej koszty
Budynek został zaprojektowany przez argentyńskiego architekta Césara Pelli i osiągnął pełną wysokość 15 października 2011, kiedy to zamontowano na nim iglicę. Do użytku oddano go w 2012.
W 2009 szacunkowy koszt budowy wyniósł około 2,1 mld euro, a w 2015 koszty jego infrastruktury i wyposażenia zamknęły się kwotą 2,7 mld euro; co w całości stanowi 4,8 mld euro.
Budynek jest główną siedzibą UniCredit – pod względem aktywów, największego włoskiego banku. Jest on częścią szerszej koncepcji nowego kierunku rozwoju budynków mieszkalnych i biznesowych w mediolańskiej dzielnicy Porta Nuova, niedaleko dworca kolejowego Porta Garibaldi.
W 2014 wieżowiec zajął 8. miejsce w Emporis Skyscraper Award, która nagradza drapacze chmur za ich doskonałość w estetycznym i funkcjonalnym wzornictwie w danym roku kalendarzowym.
Budynek Torre Allianz (także w Mediolanie), który ma wysokość 209 m, jest nadal najwyższym budynkiem we Włoszech według największej liczby posiadanych pięter użytkowych (Torre Allianz ma ich 50, a więc o 15 więcej niż Torre Unicredit).

## Galeria

Torre UniCredit
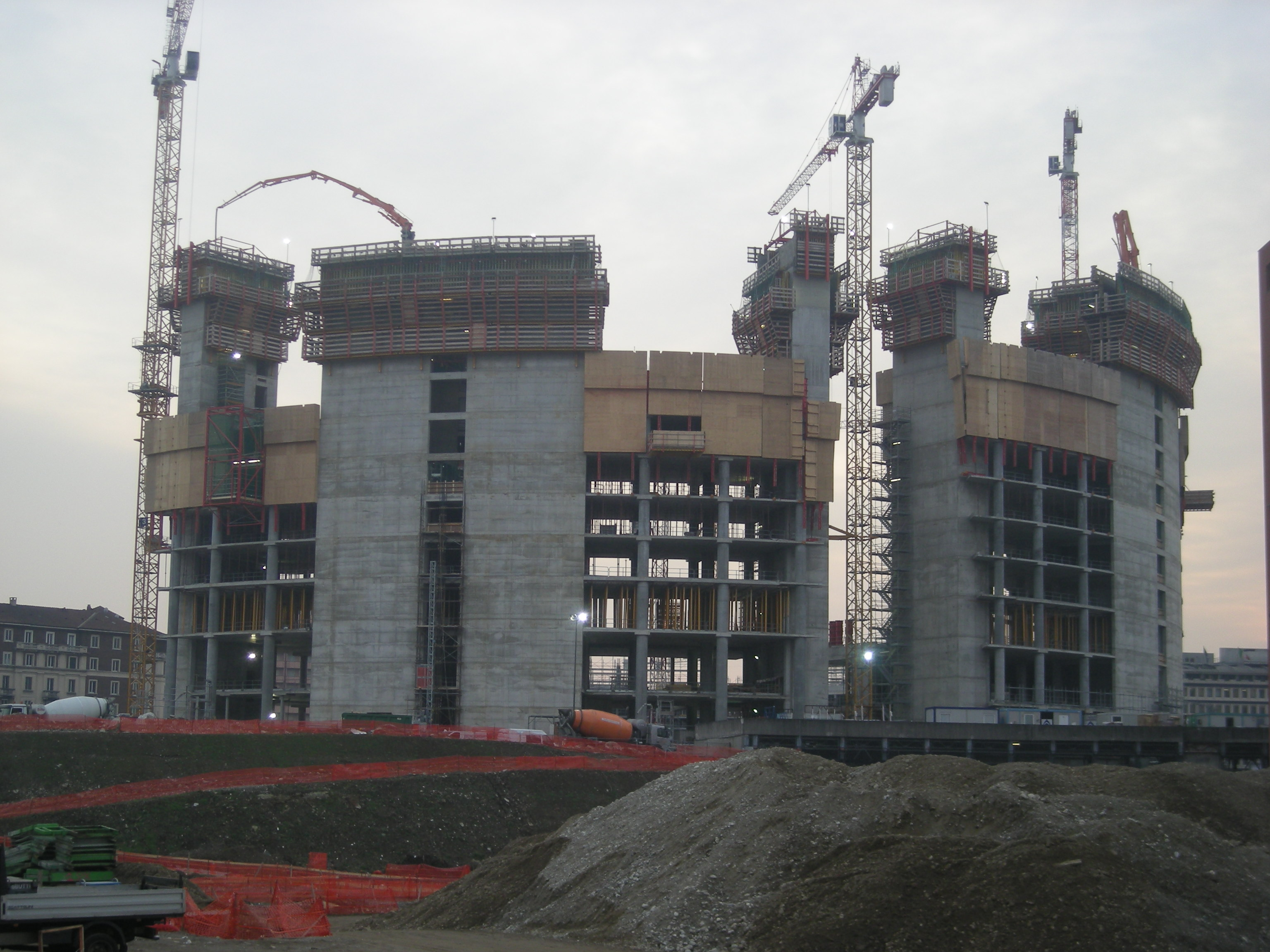
W trakcie budowy
Na tle wieżowców Bosco Verticale
Widok z dołu
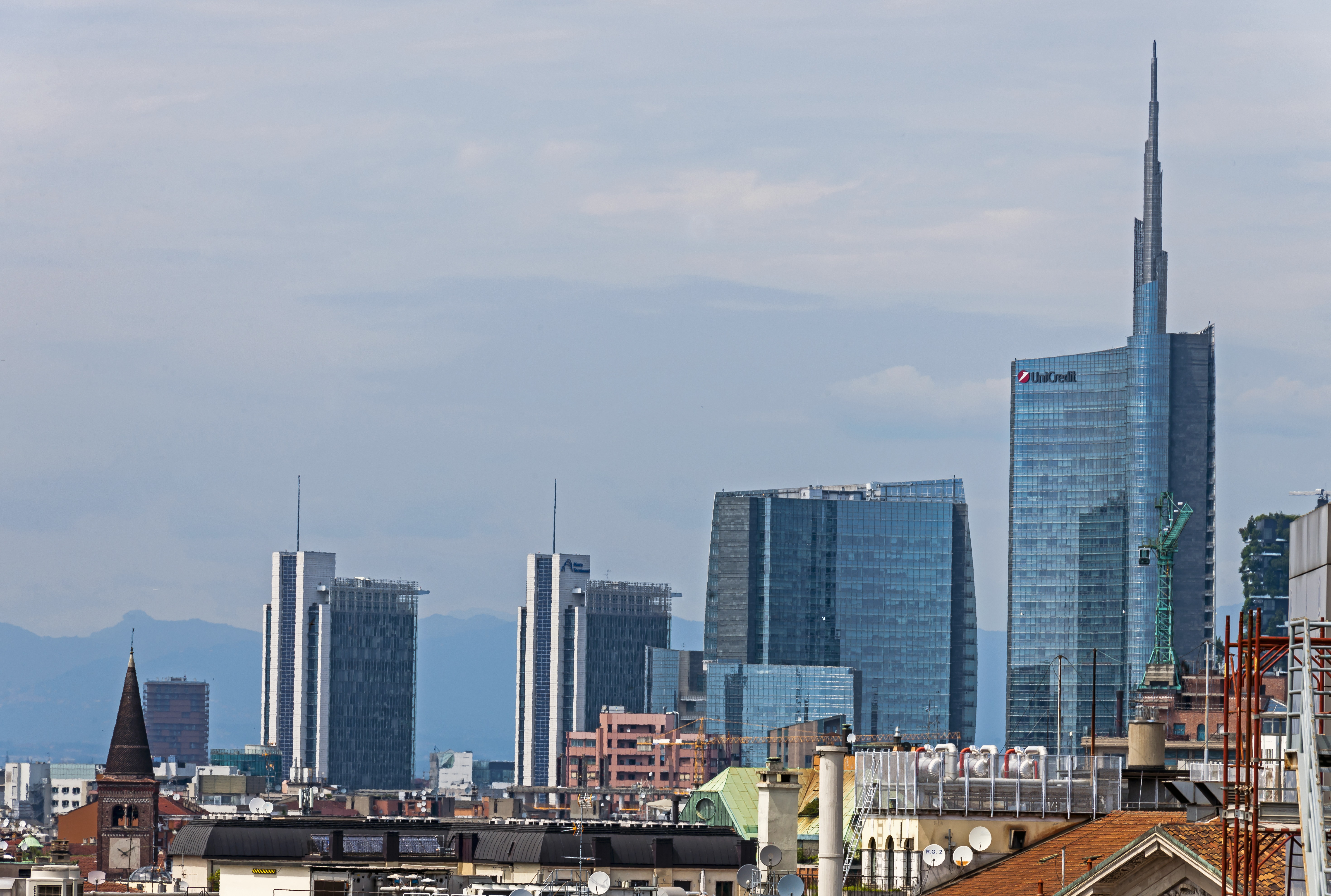
Panorama mediolańskich wysokościowców
Widok z wysokościowca Palazzo Lombardia(inne języki)
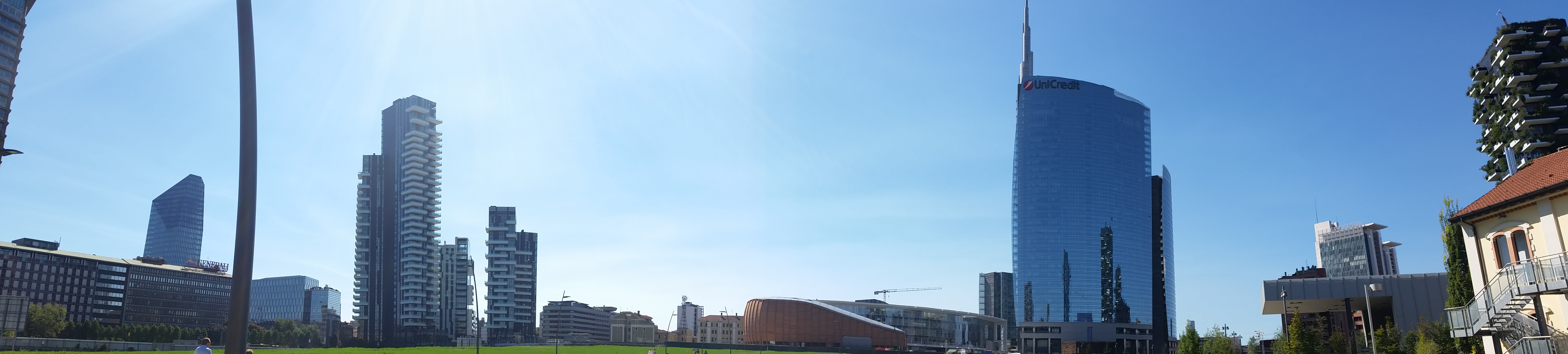
Na tle wysokościowców dzielnicy Porta Nuova, 2015